# Ramon Fernandez (haut fonctionnaire)
Pour les articles homonymes, voir Ramon Fernandez.
Ramon Fernandez, né le 25 juin 1967 à Paris (15e), est un haut fonctionnaire français, appartenant au corps des administrateurs civils.
Il a été directeur général du Trésor de mars 2009 à juin 2014. Membre de la direction d'Orange (entreprise) à partir de 2014, il en est le directeur général délégué depuis 2016.

## Biographie
Fils des écrivains Dominique Fernandez et Diane Jacquin de Margerie, et petit-fils du critique Ramon Fernandez et du diplomate Roland de Margerie, Ramon Fernandez est diplômé de l'Institut d'études politiques de Paris. Énarque (promotion 1993), il en sort dans le corps des administrateurs civils de la Direction du Trésor comme adjoint au chef du bureau E1 (énergie, transports et urbanisme) (1993-1994) puis du bureau B1 (marché financier) (1994-1997).
Après avoir travaillé au Fonds monétaire international (FMI) comme administrateur suppléant en 1997 et au Service du contrôle d'État au Ministère de l'Économie et des finances en 1999, il retrouve la Direction du Trésor la même année, à la tête du bureau D2 (énergie, télécommunications et matières premières) (1999-2001) puis du bureau B1 (épargne et marché financier) (2001-2002). Durant cette période, il est vice-président de la Caisse nationale des télécommunications (2000-2001) et siège aux conseils d'administration du CEA (1999-2001), du Bureau de recherches géologiques et minières et des Charbonnages de France (1999-2001), de la Compagnie nationale du Rhône, de l'Entreprise de recherches et d'activités pétrolières et de Framatome (2000-2001). À la même époque de 1999 à 2001, il est maître de conférence à l'ÉNA.
Conseiller technique du ministre de l'Économie Francis Mer en 2002, chargé des banques, assurances, épargne, marchés financiers et logement. Il est ensuite nommé sous-directeur du Trésor chargé de la sous-direction F (dette, développement et marchés émergents) en 2003, puis des affaires financières internationales et développement en 2004. Il est également commissaire du gouvernement auprès de la Compagnie française d'assurance pour le commerce extérieur entre 2003 et 2007, et auprès de la Société française de ventes et financements de matériels terrestres et maritimes (Sofrantem) de 2003 à 2005.
Après l’élection de Nicolas Sarkozy à la présidence de la République en 2007, il devient conseiller économique à la présidence de la République auprès de François Pérol, secrétaire général adjoint, puis est nommé l’année suivante directeur de cabinet du ministre du Travail et des Affaires sociales Xavier Bertrand.
En février 2009, il revient à la DGTPE (direction générale du Trésor et de la Politique économique - nouveau nom de la Direction du Trésor) comme chef du service de financement de l’économie. Le 4 mars 2009, il est nommé directeur général de la DGTPE, en remplacement de Xavier Musca, lui-même nommé secrétaire général adjoint de l'Élysée le 26 février précédent, en remplacement de François Pérol. À ce titre, il devient également commissaire du gouvernement auprès de l'Autorité des marchés financiers. Il prend la présidence du Club de Paris, traditionnellement dévolue au directeur du Trésor, après en avoir tenu la vice-présidence de 2003 à 2007.
En juin 2014, il est remplacé par Bruno Bézard.
Il rejoint le groupe Orange le 1er septembre 2014 en tant que directeur général adjoint chargé des finances et de la stratégie puis est nommé directeur général délégué le 1er janvier 2016. En janvier 2022, Ramon Fernandez est annoncé comme l'un des trois finalistes pour prendre la suite du PDG du groupe, Stéphane Richard mais Christel Heydemann lui est préférée.
Il est également membre du conseil d'administration d'Axa depuis 2021.
En juillet 2025, il est nommé à la tête du groupe RMC/BFM par Rodolphe Saadé.

## Sources
- « Ramon Fernandez, l'homme du Trésor et du G20 », sur Challenges (3 novembre 2011)
- « Ramon Fernandez, une mémoire vivante du Trésor », sur Le Monde (27 août 2013)
- « Ramon Fernandez. Il garde la dette froide », sur Libération (11 janvier 2013)
- « Ramon Fernandez, «le survivant» », sur Le Figaro (11 juillet 2013)